# David Lafata
David Lafata (České Budějovice, 18 de setembro de 1981) é um futebolista checo que atua como atacante. Atualmente, joga pelo clube checo Sparta Praga.

## Carreira
Lafata fez parte do elenco da Seleção Tcheca de Futebol da Eurocopa de 2016.